# 石原さとみのオールナイトニッポン
石原さとみのオールナイトニッポンはニッポン放送の深夜番組オールナイトニッポンの特別番組。パーソナリティは女優の石原さとみ。放送時間は2007年1月9日25:00 - 27:00（明けて1月10日01:00 - 03:00）のくりぃむしちゅーのオールナイトニッポン枠。

## 概要
- 2006年12月24日に誕生日をむかえたばかりの石原さとみが“1日遅れの成人式”と題して今年度成人式を迎えた新成人であるリスナーと直接電話をつなぎ話をし、あわせて新成人以外のリスナーより新成人へのメッセージを募集した企画。

## 放送中にかけられた曲
- RADIO（JUDY AND MARY、1:15頃）
- My Love　（川嶋あい、1:25頃）※初解禁
- 友達の唄　（ゆず、2:05頃）
- 三日月　（絢香、2:25頃）

## ネット局
| 放送対象地域  | 放送局                                                     | 放送曜日・放送時間        |
| ------------- | ---------------------------------------------------------- | ------------------------- |
| 関東広域圏    | ニッポン放送（LF） 石原さとみのオール ナイトニッポン基幹局 | 1月9日火曜 深夜1:00～3:00 |
| 北海道        | STVラジオ（STV）                                           | 1月9日火曜 深夜1:00～3:00 |
| 青森県        | 青森放送（RAB）                                            | 1月9日火曜 深夜1:00～3:00 |
| 岩手県        | IBC岩手放送（IBC）                                         | 1月9日火曜 深夜1:00～3:00 |
| 秋田県        | 秋田放送（ABS）                                            | 1月9日火曜 深夜1:00～3:00 |
| 宮城県        | 東北放送（TBC）                                            | 1月9日火曜 深夜1:00～3:00 |
| 山形県        | 山形放送（YBC）                                            | 1月9日火曜 深夜1:00～3:00 |
| 福島県        | ラジオ福島（RFC）                                          | 1月9日火曜 深夜1:00～3:00 |
| 栃木県        | 栃木放送（CRT）                                            | 1月9日火曜 深夜1:00～3:00 |
| 茨城県        | 茨城放送（IBS）                                            | 1月9日火曜 深夜1:00～3:00 |
| 山梨県        | 山梨放送（YBS）                                            | 1月9日火曜 深夜1:00～3:00 |
| 長野県        | 信越放送（SBC）                                            | 1月9日火曜 深夜1:00～3:00 |
| 新潟県        | 新潟放送（BSN）                                            | 1月9日火曜 深夜1:00～3:00 |
| 静岡県        | 静岡放送（SBS）                                            | 1月9日火曜 深夜1:00～3:00 |
| 富山県        | 北日本放送（KNB）                                          | 1月9日火曜 深夜1:00～3:00 |
| 石川県        | 北陸放送（MRO）                                            | 1月9日火曜 深夜1:00～3:00 |
| 福井県        | 福井放送（FBC）                                            | 1月9日火曜 深夜1:00～3:00 |
| 中京広域圏    | CBCラジオ（CBC）                                           | 1月9日火曜 深夜1:00～3:00 |
| 近畿広域圏    | ラジオ大阪（OBC）                                          | 1月9日火曜 深夜1:00～3:00 |
| 京都府 滋賀県 | KBS京都（KBS）                                             | 1月9日火曜 深夜1:00～3:00 |
| 和歌山県      | 和歌山放送（WBS）                                          | 1月9日火曜 深夜1:00～3:00 |
| 島根県 鳥取県 | 山陰放送（BSS）                                            | 1月9日火曜 深夜1:00～3:00 |
| 岡山県        | 山陽放送（RSK）                                            | 1月9日火曜 深夜1:00～3:00 |
| 広島県        | 中国放送（RCC）                                            | 1月9日火曜 深夜1:00～3:00 |
| 山口県        | 山口放送（KRY）                                            | 1月9日火曜 深夜1:00～3:00 |
| 徳島県        | 四国放送（JRT）                                            | 1月9日火曜 深夜1:00～3:00 |
| 香川県        | 西日本放送（RNC）                                          | 1月9日火曜 深夜1:00～3:00 |
| 愛媛県        | 南海放送（RNB）                                            | 1月9日火曜 深夜1:00～3:00 |
| 高知県        | 高知放送（RKC）                                            | 1月9日火曜 深夜1:00～3:00 |
| 福岡県        | KBCラジオ（KBC）                                           | 1月9日火曜 深夜1:00～3:00 |
| 長崎県 佐賀県 | 長崎放送（NBC）                                            | 1月9日火曜 深夜1:00～3:00 |
| 熊本県        | 熊本放送（RKK）                                            | 1月9日火曜 深夜1:00～3:00 |
| 大分県        | 大分放送（OBS）                                            | 1月9日火曜 深夜1:00～3:00 |
| 宮崎県        | 宮崎放送（MRT）                                            | 1月9日火曜 深夜1:00～3:00 |
| 鹿児島県      | 南日本放送（MBC）                                          | 1月9日火曜 深夜1:00～3:00 |
| 沖縄県        | ラジオ沖縄（ROK）                                          | 1月9日火曜 深夜1:00～3:00 |